# プロトン (ロケット)
プロトン（ロシア語: Протон プラトーン、ラテン文字表記の例: Proton、「陽子」の意味）は、旧ソ連で開発された打ち上げ用ロケットである。別名としてUR-500、D-1、SL-12、SL-13などが存在する。

## 概要
OKB-52（第52設計局、チェロメイ設計局）が重ICBMとして設計、N2O4とUDMHを用いた液体ロケットエンジンを使用する。ソユーズL1計画（有人月接近飛行計画）では無人のテスト機であるゾンドの打ち上げに使われた。有人月探査計画の中止後はその大推力を生かし、惑星探査機やサリュート、ミール、国際宇宙ステーション等を打ち上げ、現在も静止衛星の商業打上げなどに使用されている。
すべてのプロトンロケットはモスクワにあるクルニチェフ国家研究生産宇宙センターの工場で製造されている。バイコヌール宇宙基地で組み立てられ、横倒しのまま鉄道で射点まで運ばれてから垂直に立てられる。射点はバイコヌール宇宙基地200番射点が使用されている。
2013年3月の報道によれば、アンガラ・ロケットがデビューし、打上げ成功率に一定のめどがついた2020年以降には、有毒な推進薬を使うプロトンロケットは退役させる方針が示された。
プロトンロケットの商用販売はインターナショナル・ローンチ・サービス (ILS) 社が行っている。
これはロシア企業クルニチェフとエネルギア、米企業ロッキード・マーティンの間に設立された企業で、世界でのプロトンロケットを使用した人工衛星の打ち上げの権利を保有している。

## 特徴
プロトンロケットには、3段式または4段式のタイプがある。1段目は一見するとコアステージの周りを補助ロケットが囲んでいるようだが、中心部は底にエンジンを持たない単なる酸化剤タンクで、その周囲をRD-253（現在は、推力増強型のRD-275へ移行）エンジンを装備した6本の燃料タンクが囲んだ特有の構造を持つ。
1965年7月16日から翌66年7月6日までに4機打ち上げられた初期型 (8K82/UR-500) は、RD-253エンジン6基の1段目とRD-0210エンジン4基の2段目を持つ2段式であったが、プロトンK (SL-13) からはRD-0212エンジン1基の3段目を持つ構成になっている。3段式のプロトンKは主に低軌道の人工衛星打ち上げ用として使われる。
ルナ計画やゾンド計画、その他の静止軌道またはそれを超える軌道への投入計画には、N1ロケット5段目として開発されたブロックDを加えた4段式のプロトンK・ブロックD (SL-12) が使われる（プロトンKの4段目はブロックDまたはブロックDM（RD-58エンジン1基）を使用）。4段式のプロトンKは静止トランスファ軌道に約4.8トンの打ち上げ能力をもつ。
プロトンM・ブリーズM (Proton M / Briz M) はプロトンKの改良型で、2001年4月にデビューした。フェアリングを5mに大型化し、1段エンジンの推力を増強するとともに飛行制御システムをデジタル化した、また4段目もブリーズM（S5.98Mエンジン1基）に変更、打ち上げ能力も静止トランスファ軌道に約5.5トンにまで向上した。なお、2007年7月には機体を軽量化するなどして打ち上げ能力を強化した増強型プロトンM（Proton-M Enhanced）がデビューした。

## プロトン K

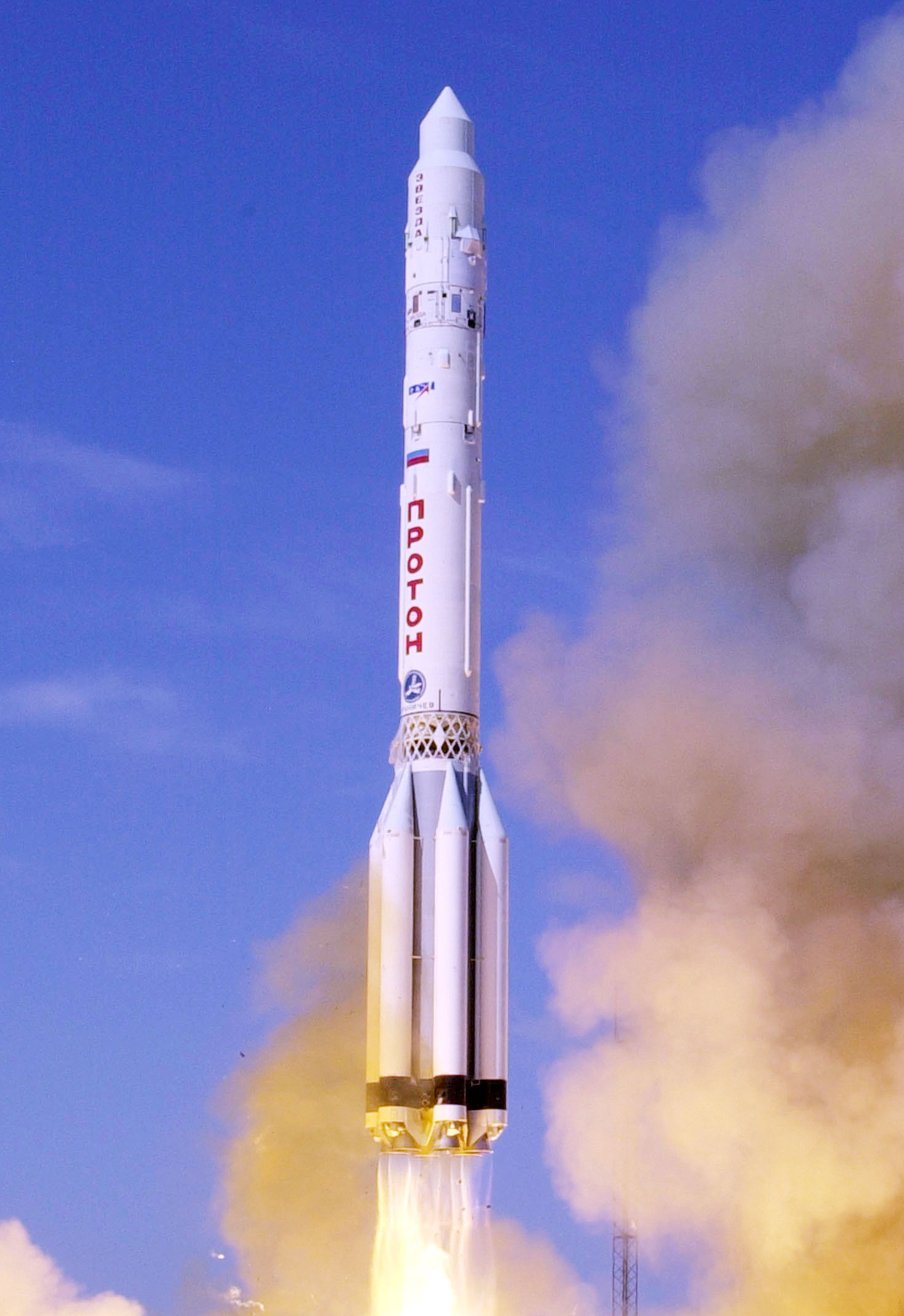
プロトン K
（プロトン8K82K）

プロトン K（プロトン8K82K）は燃料として 非対称ジメチルヒドラジンと酸化剤として四酸化二窒素を使用する。この組み合わせは接触するだけで燃焼する（ハイパーゴリック推進剤と呼ばれる）ため、点火装置が不要で、常温で保管できる。これにより低温設備が不要となり、長期間発射台に配備することが可能になる（同様の能力はアメリカのタイタンロケットシリーズや中国の長征シリーズ、ソビエト/ウクライナのツィクロン・コスモス3・コスモス3Mにもある）。これは、蒸発によって推進剤が逃げていく低温燃料エンジンとは対照的である。ハイパーゴリック推進剤は腐食性があり毒性があるので、取り扱いには細心の注意を払う必要があり、高度に訓練された作業者によって扱われる必要がある。
任務によっては様々な形式の4段目が追加される。最も単純なブロックDは惑星探査ミッションに使われた。ブロックDは飛行制御を探査機に依存しており、誘導装置を持たない。3種類のブロックDM派生型 (DM, DM2, DM-2M) は高軌道への打ち上げに使用された（低軌道への打ち上げには4段目を使用しないため、3段に搭載した航法装置を使用）。ブロックD/DMの燃料はエンジンの周囲、酸化剤タンクの後方に設置されたドーナツ形のタンクに貯蔵されるという珍しい方式であった。
45年間使われてきたプロトンKは、2012年3月30日に310機目（1回の打ち上げ前失敗をカウントすると311機目）となる最後の打上げが行われた。

## プロトン M

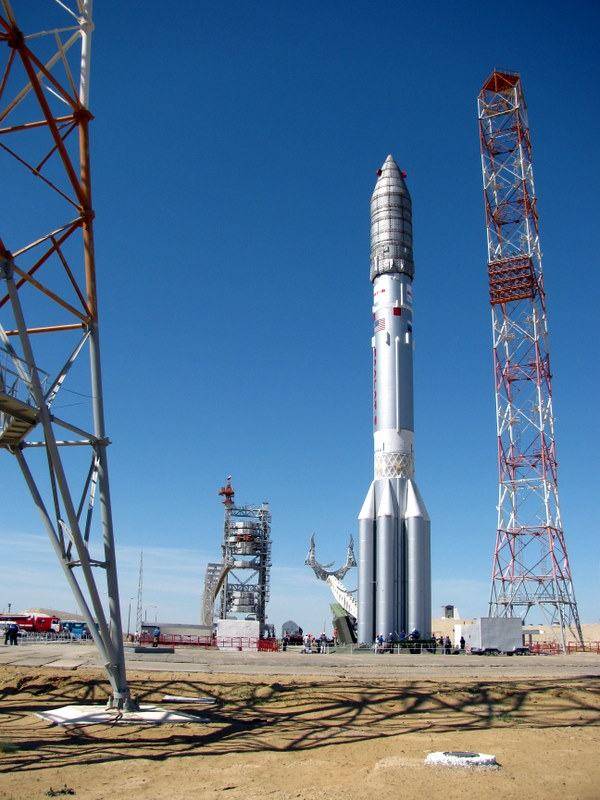
打ち上げを待つプロトンM

プロトン Mは最新式のバージョンで、3~3.2トンの重量物を静止軌道へ投入、若しくは5.5トンの重量物を静止トランスファー軌道へ投入する。低軌道には最大22トンまでを、国際宇宙ステーションの周回する51.6°の軌道傾斜角に投入できる。
プロトンMの改良点は1段目の構造重量を減らし、推力を増強して推進剤を完全に使うようにした事である。全体的にブロックDやブロックDMの代わりに貯蔵可能な推進剤を使用するブリーズ-Mを上段に使用する事によって、複数の燃料の供給の必要性や液体酸素の蒸発の問題を解消した。プロトン-MもブロックDMを上段に使用する。外国（主にウクライナ）製の部材の使用の削減にも注力した。
2007年7月7日にILSはディレクTV-10衛星を載せた最初のプロトン Breeze M Enhancedを打ち上げ軌道に投入した。これは326番目のプロトンの打ち上げで、16番目のプロトンM/ブリーズ-Mの打ち上げでもあり、41回目のILSによるプロトン打ち上げでもある。 プロトン-M Enhancedの特徴は高効率のエンジンを1段目に搭載し、航空電子機器を更新し、タンクを増量して、より強力なバーニアエンジンをブリーズ-M上段に備えて重量を軽減した事である。
2013年7月2日に3機のGLONASS衛星を搭載して打ち上げたが、発射直後に問題が発生し、制御が失われたプロトンMは蛇行した後に横方向に飛行して空中分解し、発射台から2.5kmの距離の地表に墜落した（墜落動画）。発射17秒後にエンジンの緊急停止コマンドを送信したが、このコマンドは射場保護のために42秒後まで受け付けられない仕様になっており、機能しなかった。
2014年5月16日、カザフスタンのバイコヌール宇宙基地から打ち上げられたプロトンは、打ち上げ545秒後に制御用エンジンが故障、太平洋上で炎上して墜落した。
| プロトンM             | ロシア            | 2001 | 46°       | 705 | 23    | 6,15  | 3,25 | 4,35 | 91%----(76) |
| アリアン5ECA          | 欧州連合          | 2002 | 5°        | 780 | 20    | 10    |      | 5,4  | 98%----(44) |
| ゼニット3SL           | ロシア ウクライナ | 1999 | 0°        | 473 | 13,7  | 6,06  | 2,6  | 4,15 | 85%----(41) |
| デルタ IVHeavy        | アメリカ          | 2004 | 35° и 28° | 732 | 23    | 10,75 | 6,57 | 5,1  | 86%----(7)  |
| デルタ IVMedium+(5.4) | アメリカ          | 2009 | 35° и 28° | 399 | 13,5  | 5,5   | 3,12 | 5,1  | 100%---(4)  |
| アトラス V551         | アメリカ          | 2006 | 35° и 28° | 541 | 18,8  | 6,86  | 3,90 | 5,4  | 100%---(4)  |
| アトラス V521         | アメリカ          | 2003 | 35° и 28° | 419 | 13,49 | 4,88  | 2,63 | 5,4  | 100%---(2)  |
| H-IIB                 | 日本              | 2009 | 30°       | 531 | 19    | 8     |      | 5,1  | 100%---(4)  |
| H-IIA204              | 日本              | 2006 | 30°       | 445 | 15    | 6     | 2.3  | 4    | 100%---(1)  |
| 長征3号B              | 中国              | 1996 | 28°       | 426 | 11,2  | 5,1   | 2    | 4,2  | 92%---(25)  |